# Jungang-dong, Jinju
Jungang-dong (koreanska: 중앙동) är en stadsdel i staden Jinju i provinsen Södra Gyeongsang i den södra delen av Sydkorea, 285 km söder om huvudstaden Seoul.